# 暗夜行路
『暗夜行路』（あんやこうろ）は、志賀直哉の小説である。雑誌『改造』に1921年（大正10年）1月号から8月号まで前編、1922年（大正11年）1月号から1937年（昭和12年）4月号まで断続的に後編を発表した。志賀唯一の長編小説で、晩年の穏やかな心境小説の頂点に位置づけられる作品である。4部構成。
当初は1914年（大正3年）に『時任謙作』という題で『東京朝日新聞』に連載される予定だったが挫折、完結までに26年間の時を要した。近代日本文学の代表作の一つで、小説家の大岡昇平は「近代文学の最高峰である」と讃えている。

## あらすじ

### 前篇
主人公時任謙作（ときとうけんさく）は、両親に愛された記憶をほとんど持たず、6歳の時に祖父に引き取られる。長じて、小説家となった謙作は、幼馴染の愛子に求婚するが、それまで謙作に好意的と思われた愛子の母も兄も急に別の縁談話をまとめて、愛子を嫁にやってしまう。それ以来、謙作は女性に本気になれず、かつての祖父の妾で年上のお栄という女に家事をまかせ、放蕩の日々を送っていた。だが謙作はふと旅に出て、尾道に移り住み、生活を立て直し、小説執筆に専念する。尾道で彼は、お栄と結婚したいと望むようになり、兄の信行に手紙を出す。信行からの返信で、実は謙作が祖父と母の不義の子であったことを知り苦しむ。苦しみをばねにして真面目に生きようと決意する謙作だったが、次第に自堕落な生活に戻っていく。

### 後篇
京都に移った謙作は、直子という女性を見初める。直子の親族に自らの出生の秘密を打ち明け、直子に求婚したところ、直子の親族は謙作の秘密を受け入れる。感激した謙作は直子と結婚し、二人は穏やかな日々を過ごす。やがて、天津に渡ったお栄が一文無しになり、京城にいることを知った謙作はお栄を引き取るため旅に出るが、留守中に直子が従兄と過ちを犯したことで再び苦悩を背負う。謙作は直子を許すが、夫婦仲はぎくしゃくするようになり、謙作は気分を一新するため、鳥取の大山の蓮浄院の離れを借りて別居する。大山に登山した謙作は、明け方の光景に強く感動し、すべてを許そうという気持ちになるが、蓮浄院に戻った途端に高熱で倒れる。駆け付けた直子は「助かるにしろ、助からぬにしろ、兎に角、自分はこの人を離れず、何所までもこの人に随いて行くのだ」としきりに思うのだった。

## 執筆の経緯
この小説は志賀直哉が尾道居住時代に着手した『時任謙作』を前身としている。執筆当初、武者小路実篤を介して夏目漱石から東京朝日新聞に小説を連載するよう依頼されたことから、直哉は漱石の『こゝろ』の連載終了後に同紙にこの『時任謙作』を掲載するつもりで執筆を進めていた。しかし、一回ごとに山や謎を持たせるという、連載小説特有の書き方に苦労する。結局、直哉は1914年（大正3年）の夏、松江から東京の漱石宅を訪問し、漱石に直接詫びを入れ、連載辞退を申し入れた。
父との「和解」後、それを題材にした『和解』『或る男、其姉の死』を発表したことで、直哉は父との不和が題材の『時任謙作』を執筆する必要性に疑問を感じ、執筆意欲を失う。しかし、主人公が実は祖父の子であったという設定と、そのことから生じる主人公の苦悩という新たな題材を思いつき、この長編を執筆する意欲を取り戻した。そして1918年（大正7年）から翌1919年（大正8年）ごろ、『時任謙作』は『暗夜行路』と名を改められた上で、菊池寛の通俗小説『真珠夫人』に続く連載作品として大阪毎日新聞に掲載されることが一旦は約束された。ところが、直哉が途中まで執筆したとき、同紙から「なるべく調子を下げ、読者を喜ばすように書いてほしい」という注文が来てしまう。通俗小説を書く気のなかった直哉はその注文に応じることが出来ず、結局掲載の約束は破棄された。その後、芥川龍之介と一緒に活動写真を見に来ていた雑誌『改造』の記者・瀧井孝作と浅草で偶然会った直哉は瀧井に『暗夜行路』連載の意向を伝えた。これが承諾されると、『暗夜行路』は雑誌『改造』の1921年（大正10年）新年号に掲載された。翌1922年（大正11年）の7月、その「前篇」が新潮社から出版された。「前篇」の出版時、「後篇」はすでに『改造』誌上で連載が開始されていたが、直哉はその執筆に難航し、断続的な発表を経て、1928年（昭和3年）の掲載を最後に未完のまま執筆を中断する。

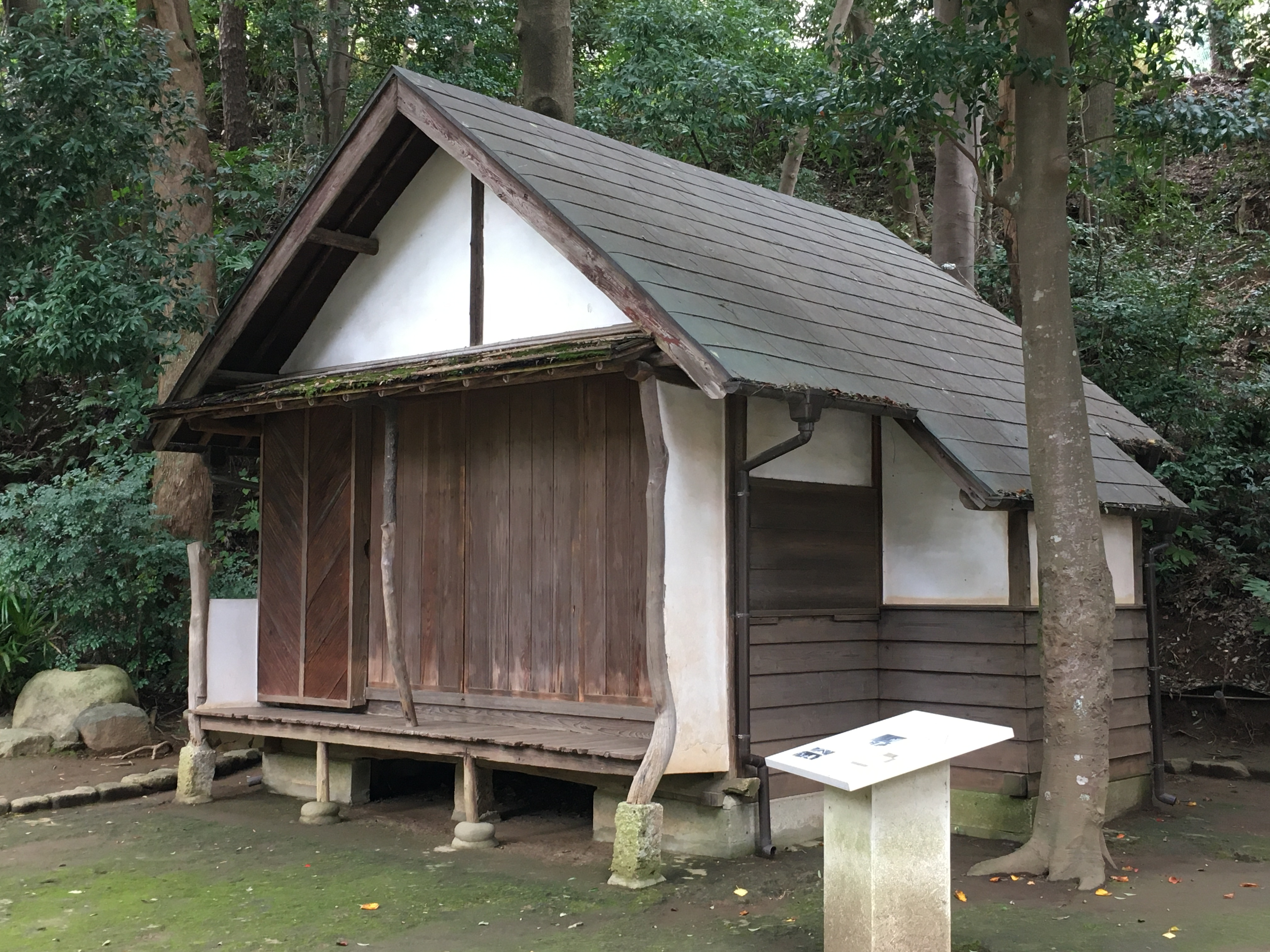
我孫子市の志賀直哉邸跡に残る書斎。『暗夜行路』の前編と後編の大半はここで執筆された。

1937年（昭和12年）、改造社から『志賀直哉全集』が発行されることをきっかけに、直哉は中断していた『暗夜行路』を完結させることを心に決める。そして同年4月、『暗夜行路』は『改造』誌上で完結し、その「後篇」が『志賀直哉全集』の第8巻に収録される形で出版された。『時任謙作』の執筆開始から26年目、『改造』誌上における『暗夜行路』の連載開始から17年目であった。
2001年、岩波書店版『志賀直哉全集』の「補巻 三」として「草稿(一)　暗夜行路草稿」が刊行された。
2025年、我孫子市で、全集に収められていない本作の新たな草稿（下書き）が発見された。市販のノートに49ページにわたり書かれたもので、鉛筆書きで何度も推敲した跡があり、主人公の名は「時任謙作」ではなく「順吉」となっている。

## 有名なシーン
- 前編の最後には、女の乳房を触りながら「豊年だ!豊年だ!」と謙作が叫ぶところがある。
- 謙作が大山の地に立ったときの大自然の描写は、志賀がこの作品を書く数十年前に大山を訪れた時の記憶だけで書いたと言われる、日本文学史上白眉とされるものである。

## 映画
1959年9月20日公開。東京映画製作、東宝配給。併映は『サラリーマン十戒』（原作：源氏鶏太、監督：岩城英二、主演：小林桂樹）。

### スタッフ
- 監督：豊田四郎
- 製作：滝村和男、佐藤一郎
- 脚色：八住利雄
- 撮影：安本淳
- 音楽：芥川也寸志

### キャスト
- 時任謙作（西本郷の跡取）：池部良
- 直子：山本富士子
- お栄（祖父の妾）：淡島千景
- 時任信行（謙作の兄）：千秋実
- 謙作の実母（謙作が四歳時に他界）：文野朋子
- 謙作の実父（本郷に在住）：中村伸郎
- 本郷の婆や：荒木道子
- 愛子の母：長岡輝子
- 石本（謙作の良き先輩）：仲谷昇
- 高井：北村和夫
- お才（お栄のいとこ）：杉村春子
- 永井老人：汐見洋
- 佐伯氏：三津田健
- 仙人（西本郷の婆や）：賀原夏子
- お由：市原悦子
- 水谷：小池朝雄
- 久世：杉裕之
- 要：仲代達矢
- 京の宿の女中：加藤治子
- 寺のかみさん（お由の母）：南美江
- 西本郷の女中：矢吹壽子
- 尾道の宿の婆さん：田代信子
- 船頭：守田比呂也
- 京都の医者：加藤武
- 駅長：若宮忠三郎
- くるわの女：岸田今日子
- 看護婦：本山可久子